# Grötris
Grötris är rundkornigt ris med hög halt av amylopektin vilket gör att det klibbar ihop när det kokas eller ångas. Grötris görs av olika varieteter av Oryza sativa japonica, som Balilla och Centauro, som båda främst odlas i Italien. Grötris används till risgrynsgröt, rispuddingar och liknande sötare rätter, men kan även användas som sushiris.